# Fisher Folks
Fisher Folks er en amerikansk stumfilm fra 1911 af D. W. Griffith.

## Medvirkende
- Wilfred Lucas som Steve Hardester
- Linda Arvidson som Bertha
- Vivian Prescott som Cora
- Verner Clarges
- William J. Butler